# Cyathura guaroensis
Cyathura guaroensis is een pissebed uit de familie Anthuridae. De wetenschappelijke naam van de soort is voor het eerst geldig gepubliceerd in 1985 door Brusca & Iverson.